# Associazione Calcio Perugia 1945-1946
Questa voce raccoglie le informazioni riguardanti l'Associazione Calcio Perugia nelle competizioni ufficiali della stagione 1945-1946.

## Stagione
Al termine del secondo conflitto mondiale, dopo due stagioni forzate d'inattività, nella primavera del 1945 il Perugia viene ricostituito grazie all'opera di Giorgio Bottelli; in queste prime fasi, la compagine biancorossa – che andò a pescare i suoi atleti dalle più disparate categorie, e che nelle proprie file annoverò anche militari inglesi degli eserciti alleati che avevano occupato l'Umbria – si limitò a disputare alcuni sporadici tornei a livello regionale, contro il Foligno, il Gubbio, il Magione, il Mantignana e il Mugnano.

Alberto Galassi in elevazione durante il derby umbro tra Perugia e Foligno (7-2)

Col progressivo ritorno alla normalità in Italia, nella stagione 1945-1946 avvenne anche la ripresa ufficiale dei campionati calcistici nazionali, che però – alla luce delle ancora fresche devastazioni lasciate dalla guerra – videro la FIGC costretta a un'organizzazione secondo formule eccezionali: nello specifico della Serie C – categoria in cui il Perugia militava nell'ultima annata regolare prima degli eventi bellici – la Federazione optò per "spezzare" di fatto il torneo tra le due parti del Paese, ovvero Nord e Centro-Sud. I grifoni vennero quindi inseriti nel gruppo B della zona meridionale, gestita dalla neocostituita Lega Nazionale Centro-Sud.
Sul lato societario, la prima stagione del secondo dopoguerra vide la successione alla presidenza del club tra Bottelli e Giacobbe Preziotti; per quanto concerne invece l'aspetto sportivo, la panchina della squadra venne affidata a Mario Malatesta.
Trascinato dai gol del bomber Alberto Galassi – saranno 45 al termine della stagione (che gli varranno l'ingaggio in Serie A da parte del Bologna per l'anno successivo) –, in campionato il Perugia vinse agevolmente il proprio girone, guadagnandosi la promozione in Serie B dopo oltre un decennio di distanza dalla precedente apparizione. La compagine umbra si mostrò quest'anno tra le più competitive della categoria: furono nove i punti di vantaggio sui folignati, secondi classificati; nell'arco di tutta l'annata, l'attacco dei biancorossi mise inoltre a segno 125 reti, a fronte di sole 16 marcature subite.
A fine stagione i grifoni presero inoltre parte allo speciale Torneo Postcampionato, competizione organizzata nell'Italia Centro-Meridionale per venire incontro a quei club rimasti esclusi dalle fasi finali della transitoria Divisione Nazionale. Alla manifestazione finirono per unirsi anche varie formazioni di Serie C, tra cui il Perugia che, inserito in un girone assieme ai corregionali di Foligno e Ternana nonché ai toscani del Siena, vinse il raggruppamento accendendo a uno dei due gironi di semifinale: qui i biancorossi, accoppiati ai marchigiani dell'Anconitana e alle toscane Lucchese e Pistoiese, mancarono per un punto l'accesso alla finale chiudendo la graduatoria dietro agli arancioni, poi futuri trionfatori della competizione.

## Divise
Alla ripresa dell'attività calcistica dopo la guerra, il Perugia del 1945-1946 utilizzò come primo completo una semplice maglietta rossa con scollo a V, il tutto unito come da tradizione a pantaloncini bianchi e calzettoni rossi. Come sempre, per la divisa da trasferta venne riproposto l'identico schema, ma a tinte inverse. Sul petto, le casacche sfoggiarono inoltre lo stemma del club, un grifone rampante inserito all'interno di uno scudo triangolare, e piazzato sul lato sinistro della maglia.
| Casa | Trasferta |

## Organigramma societario
Area direttiva
- Presidente: Giacobbe Preziotti

Area tecnica
- Dirigenza: Drisaldi, Bonaca, Vinti, Merighi
- Segretario: Sandro Castelvecchi
- Allenatore: Mario Malatesta

## Rosa
| N. |                   | Ruolo | Calciatore                         |
| -- | ----------------- | ----- | ---------------------------------- |
|    | Italia (bandiera) | C     | Luigi Gioacchino Nebbia (capitano) |
|    | Italia (bandiera) | C     | Oreste Roccasecca                  |
|    | Italia (bandiera) | A     | Alberto Galassi                    |
|    | Italia (bandiera) | A     | Andrea Lazzarini                   |
|    | Italia (bandiera) | C     | Gian Carlo Bossi                   |
|    | Italia (bandiera) |       | Brugalossi                         |
|    | Italia (bandiera) |       | Bruni                              |

| N. |                   | Ruolo | Calciatore |
| -- | ----------------- | ----- | ---------- |
|    | Italia (bandiera) |       | Cacciamani |
|    | Italia (bandiera) |       | Erba       |
|    | Italia (bandiera) |       | Giannoni   |
|    | Italia (bandiera) |       | Lombardi   |
|    | Italia (bandiera) |       | Masciolini |
|    | Italia (bandiera) |       | Mosca      |
|    | Italia (bandiera) |       | Renga      |